# Fluorek litu
Fluorek litu – nieorganiczny związek chemiczny, sól litowa kwasu fluorowodorowego.

## Otrzymywanie
Fluorek litu może być otrzymywany poprzez reakcję wodnego roztworu wodorotlenku litu lub węglanu litu z kwasem fluorowodorowym:
LiOH(aq) + HF(aq) → LiF + H2O
Li2CO3(aq) + HF(aq) → LiF + H2O + CO2

## Właściwości termochemiczne
| [ 2 ] | wartość | jednostka |
| ΔHof  | −147,22 | kcal/mol  |
| ΔGof  | −140,47 | kcal/mol  |
| So    | 8,52    | cal/mol·K |
| Cp    | 9,9     | cal/mol·K |

## Zastosowanie
Fluorek litu wykorzystywany jest jako topnik dla szkła, glazury i emalii. Jest także składnikiem topników spawalniczych i lutowniczych. Pryzmaty z fluorku litu wykorzystywane są w spektroskopii IR. Bywa również stosowany do przechowywania energii słonecznej.